# Pfaffnau
Pfaffnau är en ort och kommun i distriktet Willisau i kantonen Luzern, Schweiz. Kommunen har 2 784 invånare (2023).
I kommunen ligger även ortsdelen St. Urban med ett tidigare kloster som numera är en psykiatrisk klinik.

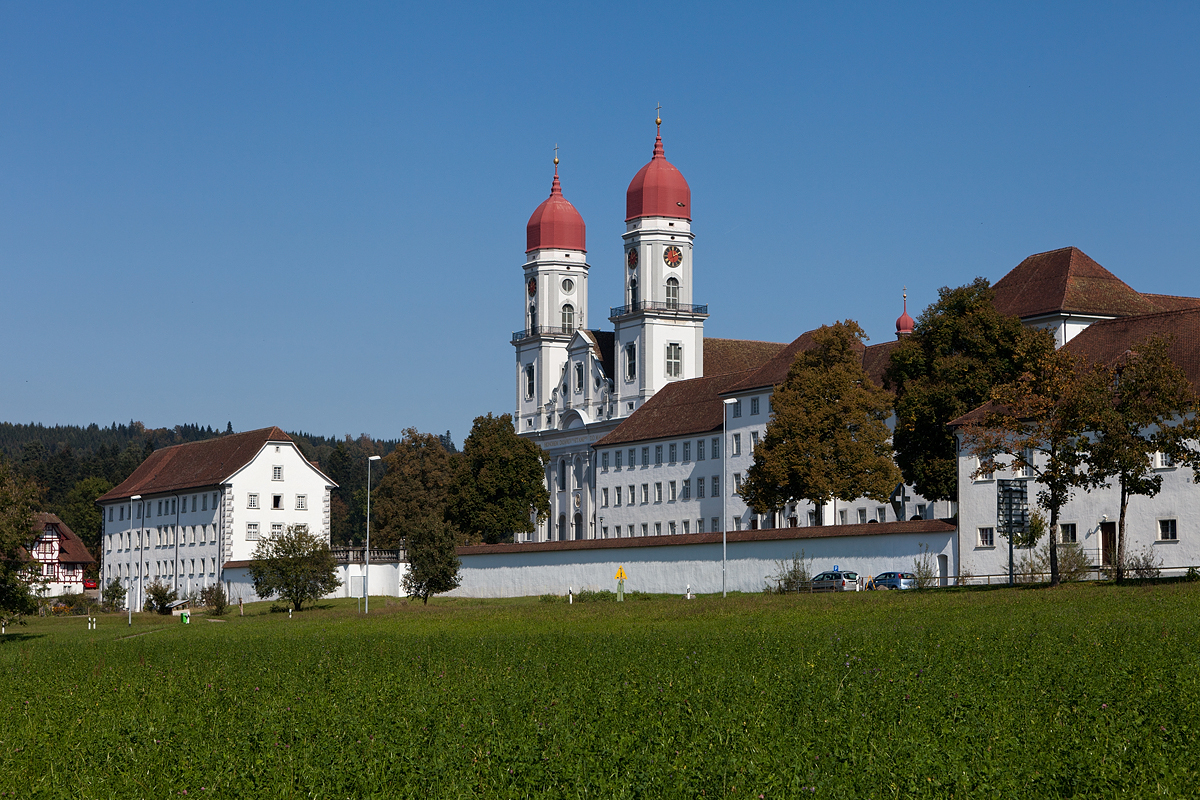
Klostret i St. Urban